# Little City
Little City es un lugar designado por el censo ubicado en el condado de Marshall en el estado estadounidense de Oklahoma. En el Censo de 2020 tenía una población de 136 habitantes y una densidad poblacional de 132,04 habitantes por km². Fue incluido como CDP en el censo de 2020.

## Geografía
Little City se encuentra ubicado en las coordenadas 34°5′2″N 96°36′58″O / 34.08389, -96.61611. Según la Oficina del Censo de los Estados Unidos,  tiene una superficie total de 1,03 km², todos correspondientes a tierra firme.